# 문화 방해
문화 방해(culture jamming)는 기존의 매스 미디어를 변혁하려는 무브먼트의 하나이다. 미디어의 물리적인 본연의 자세나 커뮤니케이션의 방법론은 그대로 이용하지만, 유통하는 컨텐츠나 운영 방침으로 비판 정신을 갖게 하려고 한다. 자주 기존의 미디어의 경영방침이나 컨텐츠의 소유자의 의도를 적대적으로 무시하는 형태로 행해진다.
활동에는 여러 가지 형태가 있지만, 반소비주의, 반상업주의라는 점으로 일치하고 있다. 특정의 기업의 기업 이미지나, 제품의 브랜드 이미지에 정면으로부터 적대하는 것도 드물지 않다. 다만 단순한 네가티브 캠페인과는 구별을 분명히 해, 오히려 일반의 사람들에 대해, 기업 이미지나 제품 이미지의 뒤에 은폐되고 있는 사실을 눈치채게 하려는 것에 주목적을 두고 있다.
전형적인 예는 '데토나먼트 (detournement)'라고 불리는 수법으로 이루어지는 일종의 패러디 작품의 창작이다. 작품의 공표에는 게릴라적인 수법을 이용하는 것도 드물지 않다.

## 사상적 배경
문화 방해의 배경에는 다음과 같은 문제 의식이 있다. 현상의 매스 미디어, 특히 광고가 기존의 제정 (대기업이나 정부)의 선전의 장치에 빠지고 있다는 인식이다. 특히 선진국에 있고, 대체 가능한 메시지를 (기존의 메시지와 동일한 정도의 임펙트로) 유통시키는 수단이 없는 것을 문제시하고 있다.

## 어원
콜라주 밴드 en:Negativland의 앨범 'JamCon '84' (1994)에는 '문화 방해'라는 말이 나온다. 이 자체는 기존의 캐릭터의 표절이나 패러디를 자랑으로 여긴 해적 라디오 방송의 '라디오 방해 전파'라는 아이디어에 근거하고 있다.
미국의 문화 비평가 마크 델리는 1993년의 모노그래프 'Culture Jamming: Hacking, Slashing and Sniping in the Empire of Signs' 중에서, '문화 방해'라는 말을 넓은 나름으로 하고 있다.
'문화 방해'를 직역하면 '문화 파괴'가 되지만, 여기서 의도되고 있는 '문화'는 '기존의 문화'혹은 '대량 소비문화'이다. 모든 '문화'를 부정하는 것은 아니고, 오히려 정보기술이나 전파 매체를 효율적으로 사용해, 정보나 의견 표명의 기회의 비대칭성을 배제한 형태의 '새로운 문화'의 창조를 궁극의 목표로서 있다. '방해 전파'도 단순한 '파괴'라는 것보다는 '창조적 파괴'라고 풀어진다.

## 문화 방해의 사례
- 애드버스터스의 액티버티. 잡지의 발행이나 법적 활동을 포함한 다양한 캠페인의 전개
- 버블 프로젝트: '머위 국물' (만화의 대사를 넣는 테두리, 영어로 Bubble)을 거리의 포스터나 광고에 붙여 오리지날의 의도를 환골 탈태하는 말을 쓴다는 스트리트 아트
- 사브지니아스 (Subgenius) 교회. '사지 않는 것은 공덕이다' 등이라고 설교하는 짓궂고 비판적인 종교
- '텔레비전이 당신을 죽인다'라는 슬로건으로, 두개골을 모티프로 한 캠페인
- 고릴라즈 (en: Gorillaz)의 'Reject False Icons' 무브먼트
- 아무것도 사지 않는 날. 1년에 1일만 소비를 억제하는 것으로, 과잉 소비 사회를 문제를 다시 생각하자고 호소하는 무브먼트

## 일본에서의 사례
일본에서 전형적이고 조직적 액티버티로서는 '아무것도 사지 않는 날'이 있다. 또, 명백한 문화 방해는 아니지만 (즉 기존의 가치관에 반드시 명백하게 적대하고 있지는 않지만), 영향을 받고 있는 무브먼트로서 '100만명의 캔들 나이트'가 있다.

## 같이 보기
- 뱅크시
- 반문화
- 비판 이론
- 전술적 미디어
- 다다이즘